# Wyższe Seminarium Duchowne Diecezji Zamojsko-Lubaczowskiej w Lublinie
Wyższe Seminarium Duchowne Diecezji Zamojsko-Lubaczowskiej w Lublinie – seminarium duchowne diecezji zamojsko-lubaczowskiej Kościoła rzymskokatolickiego.
Klerycy WSD są studentami Wydziału Teologii Katolickiego Uniwersytetu Lubelskiego. Do roku 2000 w seminarium uczyli się alumni archidiecezji lwowskiej i diecezji łuckiej. W ramach uczelni działa Ruch Światło-Życie, Rycerstwo Niepokalanej, Stowarzyszenie Obrony Życia, grupa Odnowy w Duchu Świętym i Koło misyjne.